# Centruroides testaceus
Centruroides testaceus es una especie de escorpión del género Centruroides, familia Buthidae. Fue descrita científicamente por DeGeer en 1778.
Esta especie es originaria de las Antillas Menores.

## Picadura
Se sabe que su picadura produce eritema (reacción aguda en la piel) y dolores en el cuerpo, los cuales pueden ser contrarrestados por medio de analgésicos, sin necesidad de aplicar antiveneno.